# Katharina Rutschky
Katharina Rutschky (Berlín, 25 de enero de 1941-Ibídem, 14 de enero de 2010) fue una periodista alemana. Destacó como ensayista al acuñar el término «pedagogía negra».

## Vida
Nació en Berlín en una familia de ideas socialdemócratas, hija de un cerrajero y de una ama de casa. No obstante, no se hizo miembro del Partido Socialdemócrata de Alemania hasta el año 2009. Sus primeros años de escuela los paso en Kniebis, cerca de Freudenstadt. A la edad de diez años su familia se trasladó a Kassel y a los quince años se hizo miembro de la Juventud Socialista de Alemania - Die Falken. En 1960 hizo su Abitur. Estudió germanística y ciencia de la historia en las universidades de Gotinga y Berlín y después realizó el examen de estado de sociología y pedagogía. Al iniciar sus estudios universitarios se hizo miembro de la Federación Socialista Alemana de Estudiantes. Sus maestros más importantes fueron Eberhard Lämmert, Klaus Mollenhauer, Herwig Blankertz, Dieter Claessens y el psicoanalista Gerhard Maetze. En 1971 se casó con el escritor Michael Rutschky y residió en Kreuzberg desde 1981. 
Se hizo famosa en 1977 por la edición de la obra Pedagogía negra. Su polémica obra de 1992 Erregte Aufklärung. Kindesmissbrauch: Fakten und Fiktionen dio lugar a un fuerte debate sobre el trato que daba el movimiento feminista al abuso sexual infantil; esa controversia fue muy conocida con la etiqueta de «el abuso de los abusos». En 2001 publicó un libro sobre perros, una de sus pasiones.

## Influencia
El 30 de mayo de 1999 recibió el premio Heinrich Mann. Jan Feddersen opinó que Rutschky era «una de las ensayistas más importantes de la posguerra». Su posición respecto al feminismo se ha descrito en dos frases: «Es feminista en Italia, donde viaja desde hace diez años e inspira la filosofía del grupo Diotima en Verona. Es antifeminista en Alemania, dado que el nivel del feminismo aquí políticamente e intelectualmente no ha ido más allá de Alice Schwarzer». Se consideraba agnóstica.
Era una defensora rotunda del espíritu del 68, al que pertenecía. Se distanció de la interpretación que hacían Wolfgang Kraushaar y Götz Aly de ese movimiento.

## Publicaciones (selección)

### Obras
- Handbuch Sexueller Mißbrauch (1999)
- Im Gegenteil – Politisch unkorrekte Ansichten über Frauen (2011)

### Monografías
- Erregte Aufklärung: Kindesmissbrauch: Fakten & Fiktionen (1992)
- Emma und ihre Schwestern. Ausflüge in den real existierenden Feminismus (1999)
- Der Stadthund: von Menschen an der Leine (2001)
- Deutsche Kinder-Chronik: Wunsch- und Schreckensbilder aus vier Jahrhunderte (2003)

### Edición
- Schwarze Pädagogik. Quellen zur Naturgeschichte der bürgerlichen Erziehung (1977)